# Das Omen (Teil 1)
Das Omen (Teil 1) (auch bekannt als The Omen) ist ein Lied der deutschen Dance-Pop-Band Mysterious Art. Der Song wurde im Mai 1989 als Single aus ihrem Debütalbum Omen – The Story veröffentlicht und belegte neun Wochen lang Platz eins der deutschen Charts.

## Inhalt
Das Omen (Teil 1) handelt von übernatürlichen Kräften und Wesen, wie Geistern, Teufeln, Monstern oder Hexen. Wenn man einem dieser Wesen begegne, solle man das Omen befragen. Der Song wird auf Englisch aus der Perspektive des lyrischen Ichs gesungen, welches Macht über eine Person ergreifen will. Dabei sind Teile des Textes an Faust. Eine Tragödie von Johann Wolfgang von Goethe angelehnt, in der Mephisto die Macht über Johann Georg Faust übernehmen will.

“If there’s a ghost in your mind – Call the omen!

If there’s a devil in your dreams – Call the omen!

If there’s a monster on your roof – Call the omen!

If there’s a witch on the hill – Call the omen!”

## Produktion
Das Lied wurde von dem deutschen Musikproduzenten und Kopf von Mysterious Art Mike Staab produziert, wobei er ein Sample der Kantate Carmina Burana des Komponisten Carl Orff aus den Jahren 1935/36 verwendete. Charakteristisch für die Musik sind die Keyboard-Klänge. Staab fungierte neben den Mysterious-Art-Mitgliedern Tillmann Uhrmacher und Michael Krautter auch als Autor. Der Text wird von den Mysterious-Art-Mitgliedern und Sängerinnen Stephanie Trautmann und Nicole Boeúf gesungen.

## Musikvideo
Das zu Das Omen (Teil 1) veröffentlichte Musikvideo verzeichnet auf YouTube über 800.000 Aufrufe (Stand: Juli 2024). Es beginnt mit einem geschminkten Mann, der aus Goethes Faust. Eine Tragödie zitiert. Anschließend setzt der Song ein und es werden verschiedene kostümierte Tänzerinnen gezeigt, bevor die Band auf einer Bühne spielt, deren Boden von Nebelmaschinen vernebelt ist. Dabei sind die fünf Mitglieder an ihren Instrumenten bzw. am Mikrofon zu sehen. Vorrangig wird Sängerin Stephanie Trautmann gezeigt, die den Großteil des Textes singt und dazu tanzt. Gegen Ende sind wiederum kostümierte Tänzerinnen zu sehen und die Band spielt nun in einer theaterähnlichen Umgebung.

## Single

### Covergestaltung
Das Singlecover zeigt ein rotes gezeichnetes Viereck, das mehrfach unterteilt ist und auf dem eine Person liegt. Dazu sind verschiedene Zahlen und Buchstaben zu sehen. Im oberen Teil des Covers befindet sich der rote Titel Das Omen (Teil 1), während der Schriftzug Mysterious Art, ebenfalls in Rot, am unteren Bildrand steht. Der Hintergrund ist schwarz gehalten.

### Titellisten
CD
1. Das Omen (Teil 1) – 6:59
2. Das Omen (Teil 1) – Instrumental – 7:00
3. Das Omen (Teil 1) – Radioversion – 4:02

Schallplatte
1. Das Omen (Teil 1) – 6:57
2. Das Omen (Teil 1) – Instrumental – 6:58

### Chartplatzierungen
Das Omen (Teil 1) stieg am 15. Mai 1989 auf Platz 68 in die deutschen Singlecharts ein und erreichte sieben Wochen später die Chartspitze, auf der es sich neun Wochen lang hielt. Insgesamt war der Song 29 Wochen in den Top 100 vertreten, davon 16 Wochen in den Top 10. In Österreich und in der Schweiz belegte die Single jeweils Rang zwei, wobei sie 16 bzw. 18 Wochen in den Charts vertreten war. In den deutschen Single-Jahrescharts 1989 erreichte der Song Position zwei und musste sich nur Looking for Freedom von David Hasselhoff geschlagen geben.
| ChartsChartplatzierungen | Höchstplatzierung | Wochen |
| ------------------------ | ----------------- | ------ |
| Deutschland (GfK)        | 1 (29 Wo.)        | 29     |
| Österreich (Ö3)          | 2 (16 Wo.)        | 16     |
| Schweiz (IFPI)           | 2 (18 Wo.)        | 18     |

| ChartsJahrescharts (1989) | Platzierung |
| ------------------------- | ----------- |
| Deutschland (GfK)         | 2           |
| Österreich (Ö3)           | 14          |
| Schweiz (IFPI)            | 9           |

### Verkaufszahlen und Auszeichnungen
Das Omen (Teil 1) erhielt noch im Erscheinungsjahr in Deutschland für mehr als 250.000 verkaufte Einheiten eine Goldene Schallplatte.

| Land/Region        | Auszeichnungen für Musikverkäufe (Land/Region, Auszeichnung, Verkäufe) | Verkäufe |
| ------------------ | ---------------------------------------------------------------------- | -------- |
| Deutschland (BVMI) | Gold                                                                   | 250.000  |
| Insgesamt          | 1× Gold ·                                                              | 250.000  |